# 藤本真樹
藤本 真樹（ふじもと まさき、1979年2月17日 - ）は、日本の情報技術者。グリー取締役最高技術責任者、デジタル庁最高技術責任者。

## 人物・経歴
1997年筑波大学附属駒場高等学校卒業。2001年に上智大学文学部英文米文学科卒業後、アルバイト先だったベンチャー企業のアストラザスタジオに入社。2003年テューンビズに入社。取引先の楽天のプロデューサーだった田中良和と出会い、2005年グリー取締役。2010年グリー取締役執行役員最高技術責任者プラットフォーム開発本部長。2011年グリー取締役執行役員最高技術責任者開発本部長。2012年グリー取締役執行役員常務最高技術責任者開発本部長。2013年グリー取締役執行役員常務最高技術責任者開発統括本部長。2015年グリー取締役執行役員常務最高技術責任者開発統括。2016年グリー取締役執行役員常務最高技術責任者開発・人事統括。2017年グリー取締役上級執行役員最高技術責任者開発・人事統括、ファンプレックス取締役。2019年グリー取締役上級執行役員最高技術責任者開発管掌。2021年デジタル庁Chief Technology Officer（最高技術責任者）。

## 著書
- 『超極める！PHP：フレームワーク・Ajaxスケールアウト・日本語処理Webサービス・セキュリティ : 今すぐ知りたい情報をぎゅっと凝縮！』（共著）翔泳社 2006年
- 『Ethna×PHP』（共著）技術評論社 2007年